# Ernestinovo

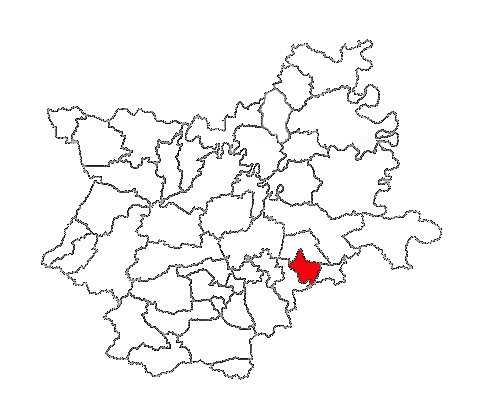
Lage der Gemeinde Ernestinovo in der Gespanschaft Osijek-Baranja

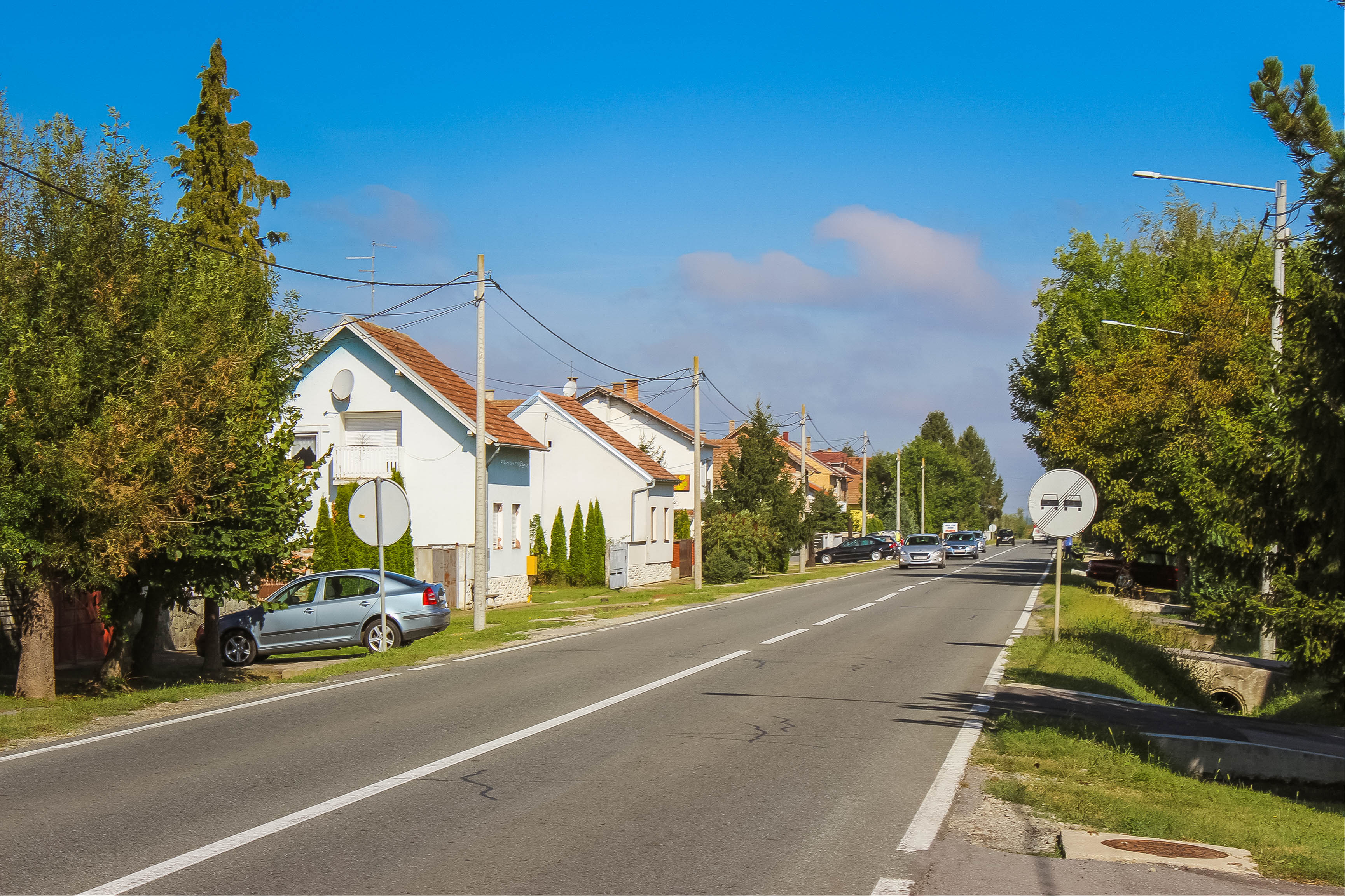
Ortsansicht von Ernestinovo

Ernestinovo (deutsch Ernestinenhof) ist eine Gemeinde in der Gespanschaft Osijek-Baranja im Nordosten Kroatiens und hat 1948 Einwohner (2021), davon im Hauptort 996 Einwohner. Administrativ gehören zur Gemeinde weitere zwei Ortschaften.

## Siedlungen der Gemeinde
Laut der letzten Volkszählung von 2021 hatte die Gemeinde Ernestinovo mit allen Siedlungen zusammen 1948 Einwohner.
- Divoš – 54
- Ernestinovo – 996
- Laslovo – 898

## Geographische Lage
Der Ort liegt im Osten Slawoniens, etwa 13 Kilometer südlich von Osijek und 28 Kilometer nordwestlich von Vinkovci.

## Geschichte
Ernestinovo wurde im Jahr 1865 durch Donauschwaben als Ernestinenhof gegründet und nach der Gutsherrin Ernestina Klein benannt. Damals war das Gebiet sehr sumpfig und wurde von den Gutsbesitzern Klein und Eisner von der Adelsfamilie Adamović gekauft, um das Land urbar zu machen und landwirtschaftlich zu nutzen. Um dieses Vorhaben umzusetzen, wurden 53 deutschstämmige Familien aus der Batschka hierher umgesiedelt. Jede Familie bekam ein Haus mit einem Garten und insgesamt etwa 2 Hektar Land.
Bis 1918 gehörte der Ort zum Komitat Virovititz und war Teil des Königreiches Kroatien und Slawonien. Nach Ende des Ersten Weltkrieges wurde die Region in die Gespanschaft Virovitica des neu entstandenen Staates der Slowenen, Kroaten und Serben eingegliedert. Kurze Zeit später gehörte die Ortschaft zum Königreich Jugoslawien.
Während des Zweiten Weltkrieges wurde die deutsche Bevölkerung im Jahr 1944 ermordet, vertrieben oder kam in das Internierungslager Valpovo. Am Ende des Krieges folgte dann die Eingliederung des Ortes in die SFR Jugoslawien.
Nach der Unabhängigkeit Kroatiens 1991 und dem folgenden Kroatienkrieg wurde Ernestinovo am 20. November 1991 von der Jugoslawischen Volksarmee und serbischen Verbänden massiv angegriffen. Bei den mehrere Tage andauernden Kämpfen kamen 41 Bewohner und Verteidiger ums Leben.

## Bevölkerung
| Bevölkerungsentwicklung | Bevölkerungsentwicklung | Bevölkerungsentwicklung | Bevölkerungsentwicklung | Bevölkerungsentwicklung | Bevölkerungsentwicklung | Bevölkerungsentwicklung | Bevölkerungsentwicklung | Bevölkerungsentwicklung | Bevölkerungsentwicklung | Bevölkerungsentwicklung | Bevölkerungsentwicklung | Bevölkerungsentwicklung | Bevölkerungsentwicklung | Bevölkerungsentwicklung | Bevölkerungsentwicklung | Bevölkerungsentwicklung |
| ----------------------- | ----------------------- | ----------------------- | ----------------------- | ----------------------- | ----------------------- | ----------------------- | ----------------------- | ----------------------- | ----------------------- | ----------------------- | ----------------------- | ----------------------- | ----------------------- | ----------------------- | ----------------------- | ----------------------- |
| 1869                    | 1880                    | 1890                    | 1900                    | 1910                    | 1921                    | 1931                    | 1948                    | 1953                    | 1961                    | 1971                    | 1981                    | 1991                    | 2001                    | 2011                    | 2021                    |                         |
| 467                     | 431                     | 566                     | 705                     | 919                     | 942                     | 990                     | 1255                    | 1271                    | 1576                    | 1557                    | 1479                    | 1495                    | 1142                    | 1047                    | 996                     |                         |

## Sehenswürdigkeiten
- Das Herrenhaus des ehemaligen Gutsbesitzers Reiner wurde am Ende des 18. Jahrhunderts erbaut und wurde bis zum 20. Jahrhundert immer wieder modernisiert. Trotz zahlreicher Umbauten hat das Gebäude die Stilmerkmale der spätbarocken Profanarchitektur der letzten zwei Jahrhunderte bewahrt.[10]
- Nachdem die alte Kirche aus dem Jahr 1978 im Kroatienkrieg völlig zerstört worden war, begann der Neubau der jetzigen Kirche im Jahr 2003 und wurde 2007 fertiggestellt.[11]

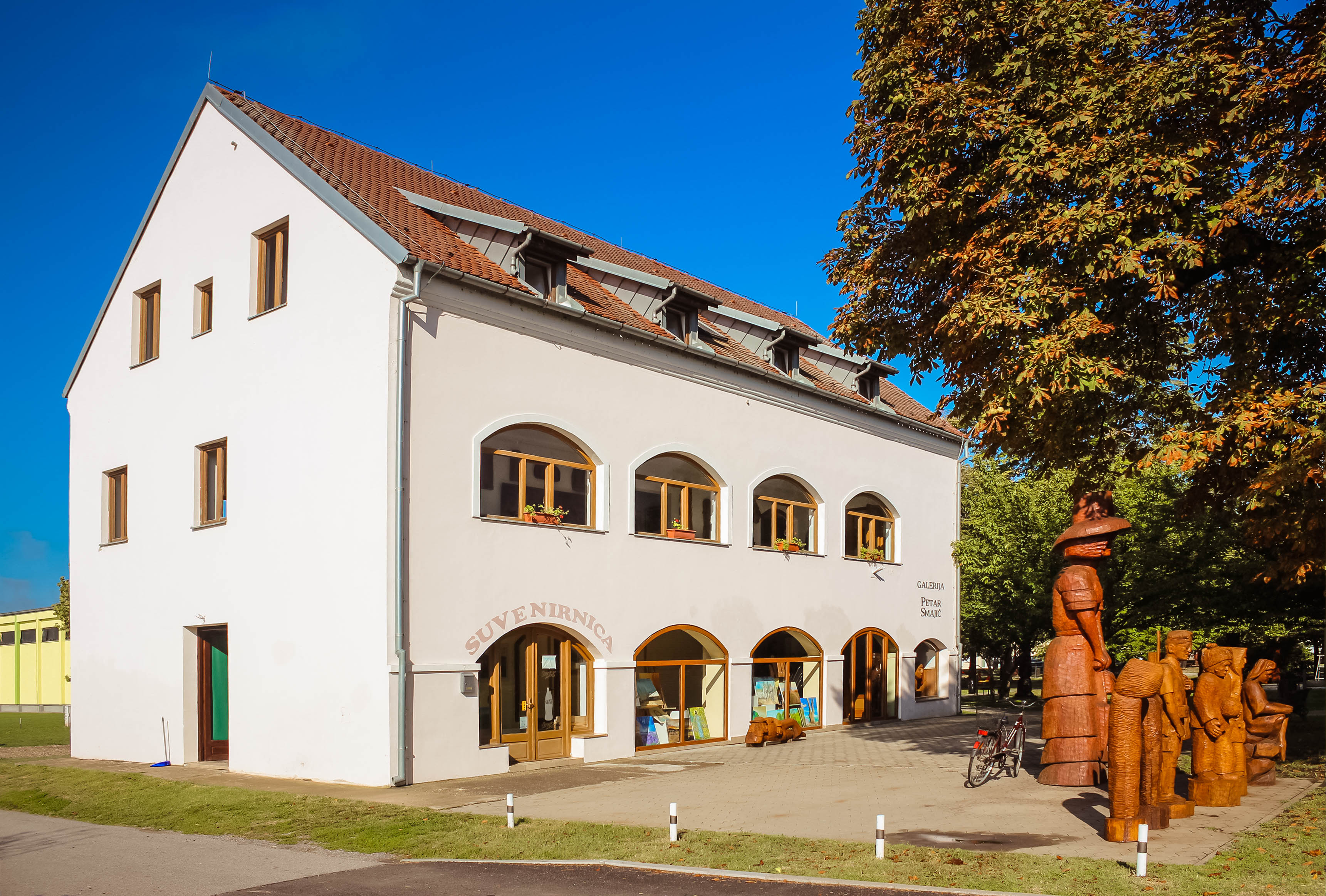
Galerie Petar Smajić und ehemaliges Herrenhaus Reiner
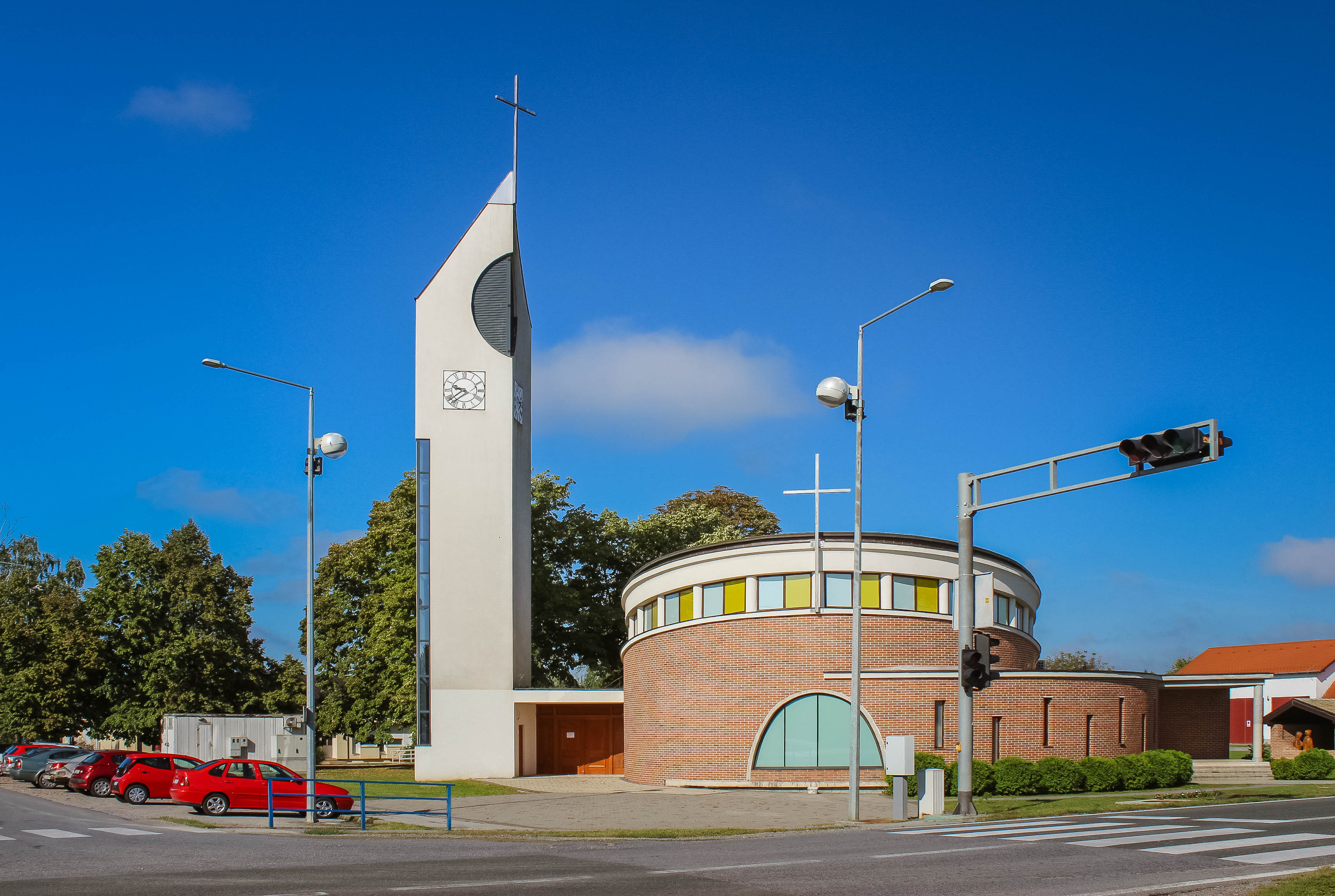
Kirche in Ernestinovo
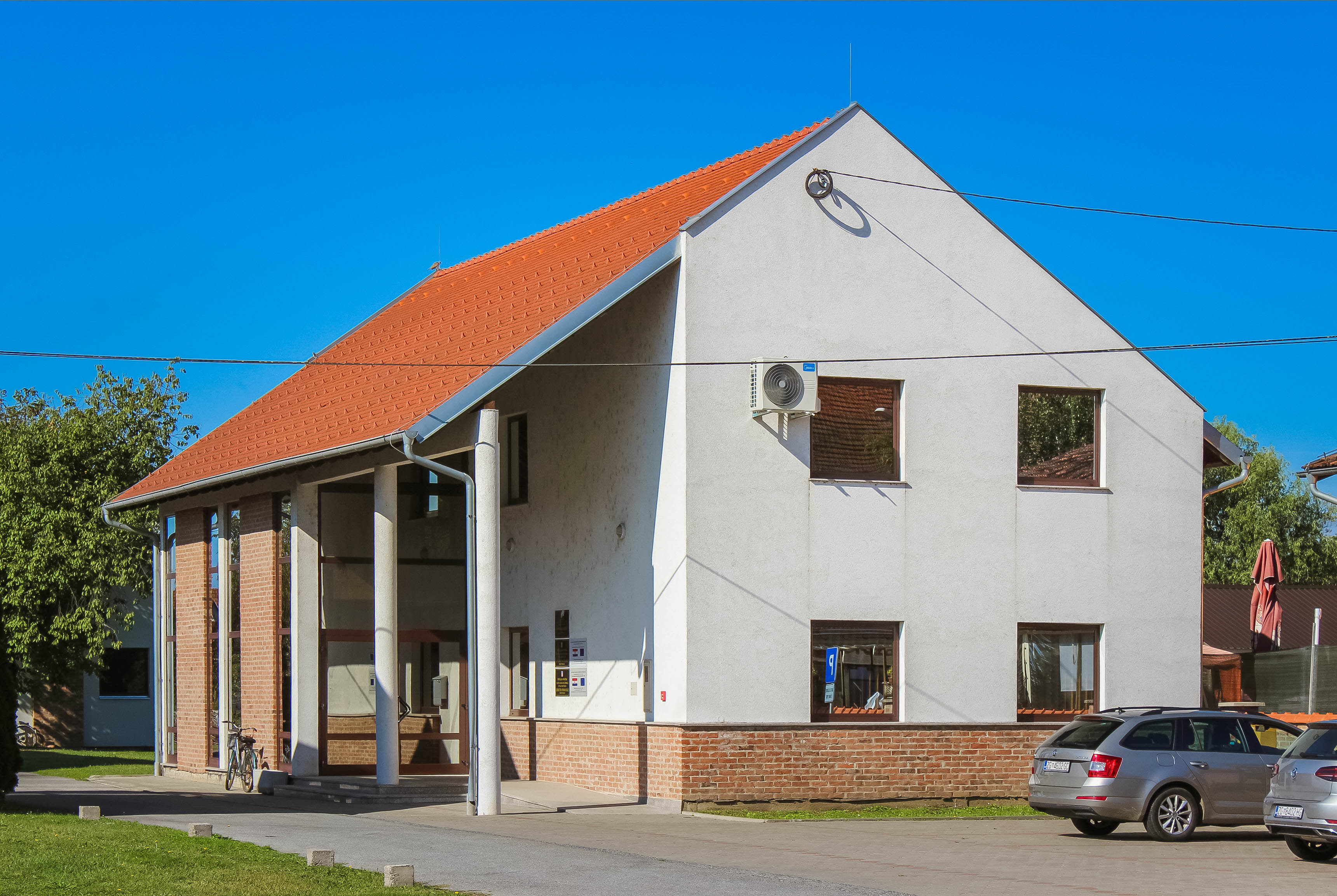
Rathaus
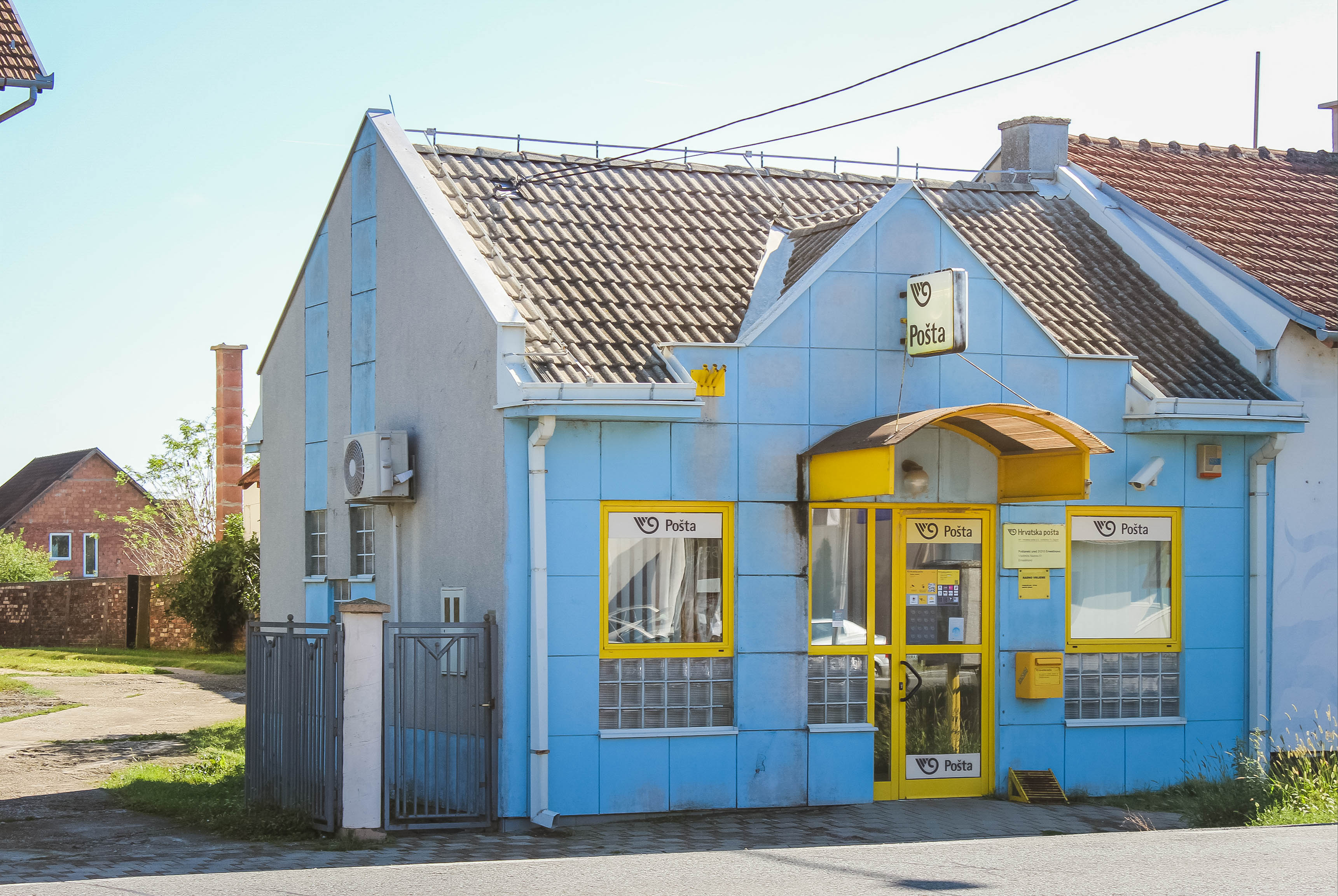
Postgebäude
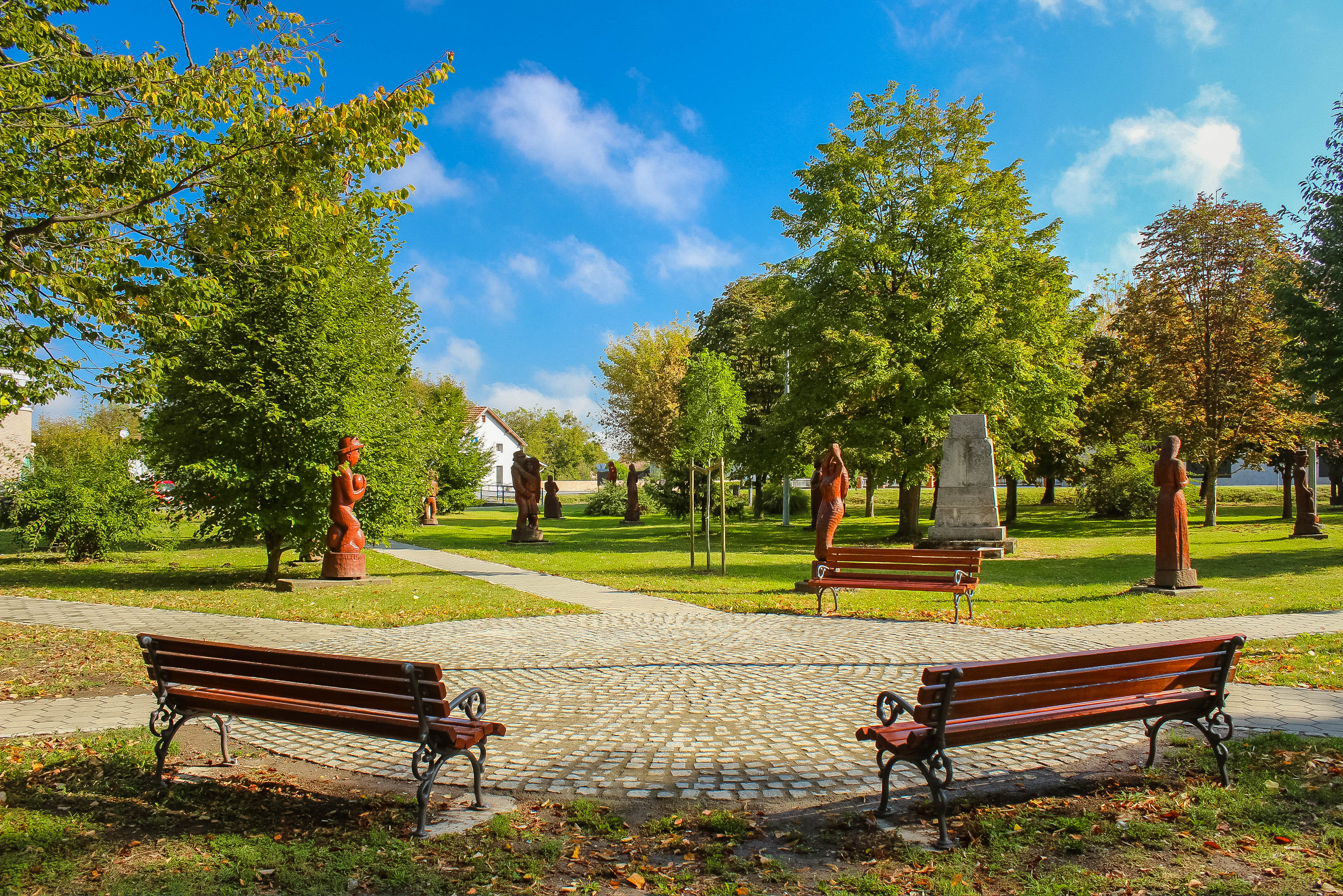
Park
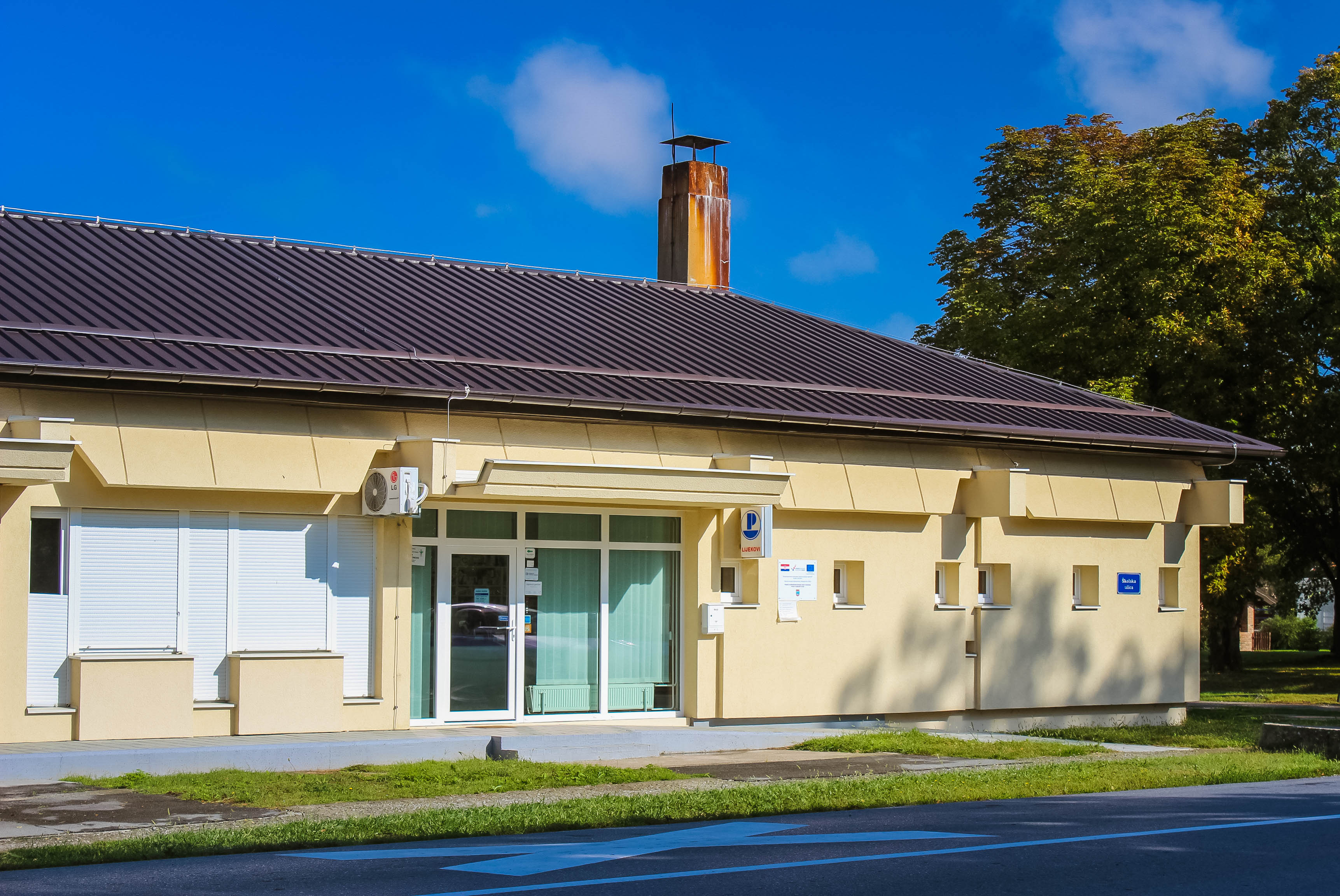
Gesundheitszentrum mit Apotheke

## Bildung

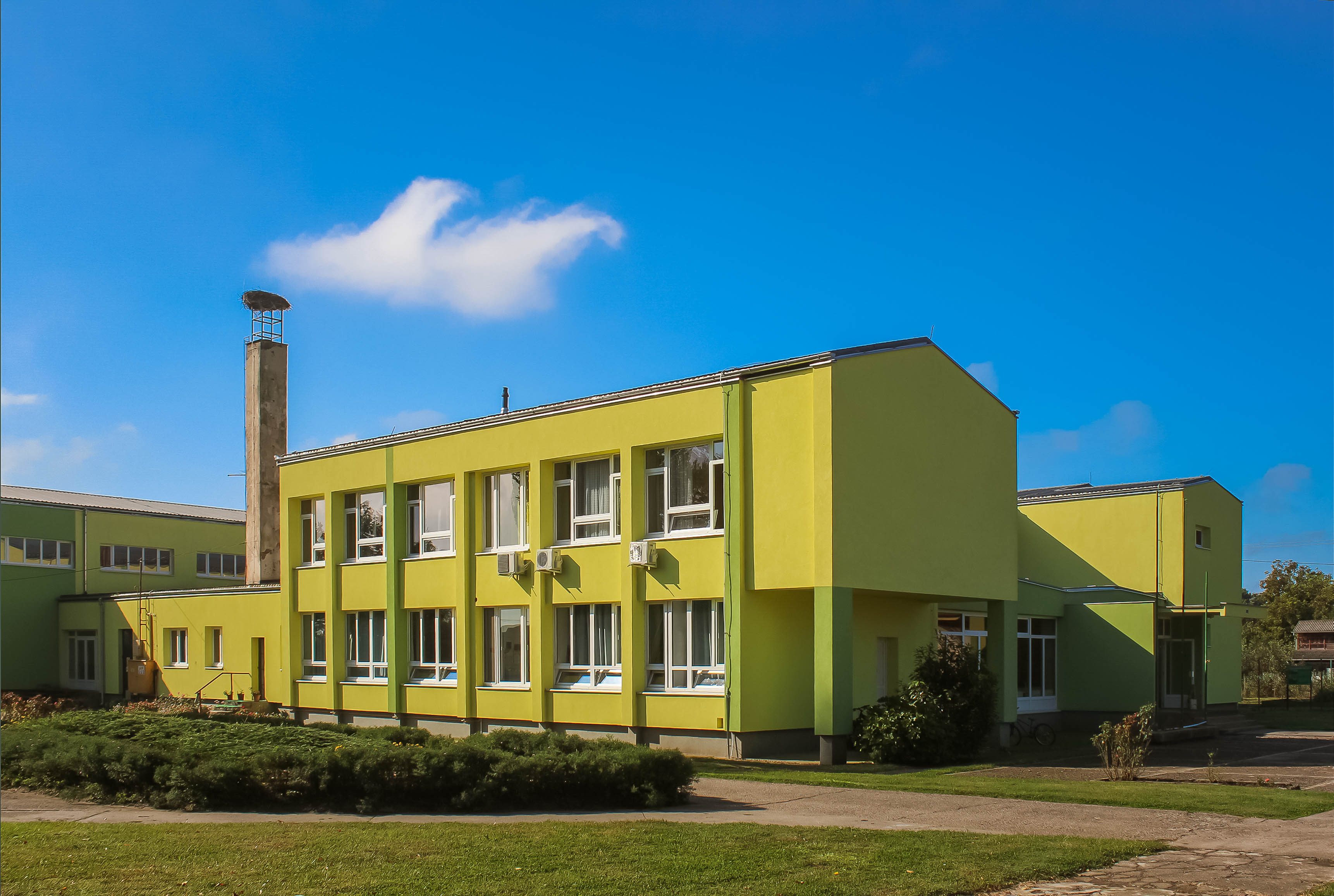
Grundschule

- Die Grundschule in Ernestinovo wurde 1960 gegründet und im Jahr 1969 wurde ein Neubau fertiggestellt und in Betrieb genommen. Während des Kroatienkrieges fand im Schulgebäude kein Unterricht mehr statt. Im Jahr 1997 wurde das Gebäude renoviert und der Unterricht konnte ab dem 22. September 1997 wieder durchgeführt werden.[12]

## Kultur- und Sportvereine

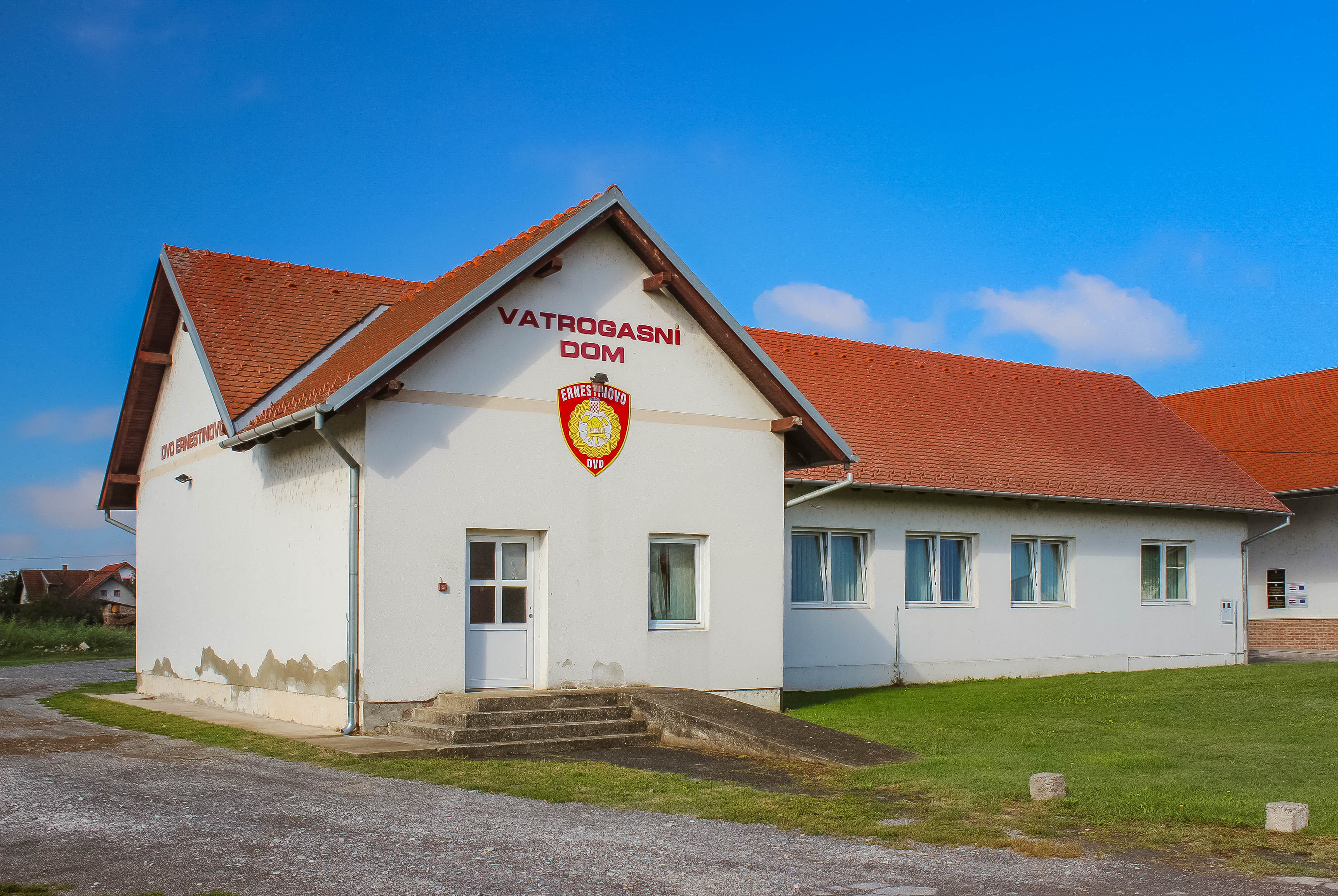
Freiwillige Feuerwehr

Im kroatischen Vereinsregister „Registar udruga Republike Hrvatske“ sind 15 Vereine mit Sitz in Ernestinovo registriert (Stand: IX/2023):
- Kunstverein „Petar Smajić“
- Freiwillige Feuerwehr
- Jugendverein „Ernest“
- Sportfischerverein „Linjak“
- Schachklub „Mladost-Ernestinovo“
- Feuerwehrgemeinde Ernestinovo
- Ernestinovos kleine Kunstakademie
- Verein für die „Restaurierung der Heiligen Dreifaltigkeit“
- Rentnerverband Ernestinovo
- Verband der kroatischen Heimatverteidiger
- Vereinigung des Bewässerungssystems „Stara Vuka“
- Fußballverein Ernestinovo
- Fußballverein „Sloga“
- Kultur- und Kunstverein „Josip Kozarac“
- Reitklub „Slavnija i Baranja“

## Persönlichkeiten
- Stefan Haubrich (1942–2022), Boxtrainer